# Segunda Divisão 2019 (São Tomé und Príncipe)
Die Segunda Divisão de São Tomé 2019 war die zweithöchste Spielklasse im Fußball auf der Insel São Tomé, einem Teilstaat des afrikanischen Inselstaates São Tomé und Príncipe. Die Saison wurde mit zehn Mannschaften ausgetragen. Jede Mannschaft absolvierte 18 Spiele in einer Hin- und Rückrunde.
| Pl.                    | Verein                   | Sp. | S  | U | N  | Tore    | Diff. | Punkte |
| ---------------------- | ------------------------ | --- | -- | - | -- | ------- | ----- | ------ |
| 1.                     | UD Correia               | 18  | 13 | 3 | 2  | 049:160 | +33   | 42     |
| 2.                     | CD Guadalupe             | 18  | 9  | 6 | 3  | 021:130 | +8    | 33     |
| 3.                     | Benfica Porto Alegre (N) | 18  | 9  | 2 | 7  | 028:300 | −2    | 29     |
| 4.                     | FC Neves (A)             | 18  | 6  | 5 | 7  | 022:260 | −4    | 23     |
| 5.                     | Ribeira Peixe            | 18  | 6  | 4 | 8  | 027:330 | −6    | 22     |
| 6.                     | Inter Bom-Bom (A)        | 18  | 5  | 5 | 8  | 022:210 | +1    | 20     |
| 7.                     | UD Amadora               | 18  | 5  | 5 | 8  | 021:300 | −9    | 20     |
| 8.                     | UDESCAI                  | 18  | 6  | 1 | 11 | 026:310 | −5    | 19     |
| 9.                     | Desportivo Otótó         | 18  | 4  | 6 | 8  | 024:320 | −8    | 18     |
| 10.                    | CD Conde (N)             | 18  | 7  | 3 | 8  | 021:290 | −8    | 24     |
| Stand: Saisonende 2019 |                          |     |    |   |    |         |       |        |

Platzierungskriterien: 1. Punkte – 2. Tordifferenz – 3. geschossene Tore